# Massim Cooperative
Massim Cooperative (ou Massim Coopérative) est un village du Cameroun situé dans le département du Djérem et la Région de l'Adamaoua. Il fait partie de la commune de Ngaoundal.

## Population
Lors du recensement de 2005, le village était habité par 784 personnes, 427 de sexe masculin et 357 de sexe féminin.